# Campionat britànic de trial 2015
La temporada de 2015 del Campionat britànic de trial fou la 65a edició d'aquest campionat, organitzat per l'ACU. El calendari oficial constava de 9 proves puntuables, celebrades entre el 21 de març i el 30 d'agost.

## Classificació final
| Posició | Pilot         | Motocicleta | Punts |
| ------- | ------------- | ----------- | ----- |
| 1       | James Dabill  | Vertigo     | 168   |
| 2       | Jorge Casales | Beta        | 103   |
| 3       | Sam Haslam    | Gas Gas     | 97    |
| 4       | Ross Danby    | JTG         | 94    |
| 5       | Billy Bolt    | Ossa/Scorpa | 87    |
| 6       | Alexz Wigg    | Gas Gas     | 87    |
| 7       | Jack Price    | Gas Gas     | 77    |
| 8       | Iwan Roberts  | Beta        | 74    |
| 9       | Michael Brown | Gas Gas     | 69    |
| 10      | Sam Connor    | Beta        | 64    |